# Tehno
Tehno (engl. techno) je oblik elektronske muzike, koji se razvio u Detroitu (Mičigen, SAD) sredinom 1980-ih, pod uticajem elektro i fank muzike, kao i novog talasa. 
Posle početnog uspeha u Detroitu, tehno muzika se širi žanrovski na mnoge podžanrove, a prostorno na ceo svet. Nakon Detroita Tehno se brzo širio u Evropi, pogotovo u Nemačkoj, Holandiji i Belgiji, a danas je Berlin možda i centar tehno događanja. Tehno je bio manje podložan komercijalizaciji žanra nego House. Karakteriše ga čvršći zvuk i brži ritam u odnosu na House pravce iako ni to nije pravilo jer je spektar podžanrova danas širok. Vrhunac popularnosti u Evropi doživljava 90tih godina na festivalima poput Loveparade u Berlinu na kojem je jednom prilikom boravilo preko 1 milion ljudi u istom danu. Iako se producenti uglavnom trude da zadrže duh Tehna u podzemlju i percepciju da je to alternativna muzika, danas je Tehno stvaralaštvo poznato skoro svima usled opšteg razvitka tehnologije koja danas može da zameni muzičke instrumente, kao i sve većem broju festivala širom sveta.
Reč tehno je skraćenica od reči tehnologija i prvi put se koristi 1985. kao naziv za granu haus muzike. Prvi DJ koji je 1985. isproducirao tehno je Juan Atkins. Ova vrsta muzike jako dobro uspeva u sirovim krajevima. DJ Džef Mils kaže: "Tehno u Detroitu ima istu funkciju kao hard hip-hop u L.A.-u ili Njujorku. On je vrsta bega. Pa u Detroitu se ubija iz zabave!" U Evropi tehno prvi put stiže 1987. Tehno muzika se deli na još nekoliko vrsta : Trance, Psychedelic, Dubstep, Hard Bass, Drum and Bass, Hardcore. Neki od najpoznatijih Dj-eva današnjice su: Sven Vath, Carl Cox, Cristian Varela, Richie Hawtin, Nina Kraviz, Cris Liebing, Marco Carola, Marko Nastic, Uros Umek, Loco Dice, Adam Beyer, Joseph Carpiati, Ellen Allien, Julian Jeweil, Amelie Lens, Victor Ruiz, Ilija Đoković, Solomun itd...